# الهه حصاری
الهه حصاری (زادهٔ ۱۸ مرداد ۱۳۶۹) بازیگر سینما و تلویزیون اهل ایران است.

## زندگی‌نامه
الهه حصاری در ۱۸ مرداد ۱۳۶۹ در قزوین به دنیا آمد. او دانش‌آموختهٔ کارشناسی رشتهٔ زبان و ادبیات انگلیسی و کاردانی رشتهٔ تربیت بدنی است. حصاری در دورهٔ دبیرستان در گروه‌های تئاتر دبیرستان شرکت داشته و بعدها دورهٔ کلاس‌های بازیگری مؤسسهٔ فرهنگی هنری «چهره‌های ماندگار» را با کسب رتبهٔ ممتاز پشت‌سر گذاشت.
علاقه‌اش به بازیگری، او را به کلاس‌های بازیگری کشاند. آشنایی حصاری با ابراهیم وحیدزاده، کارگردان، خیلی زود او را واردِ بازیگری حرفه‌ای در سینما کرد و در اولین فیلمش به نام تاکسی نارنجی در سال ۱۳۸۷ جلوی دوربین این کارگردان رفت. در همان سال در فیلم نطفهٔ شوم به کارگردانی کریم آتشی نیز ایفای نقش کرد.

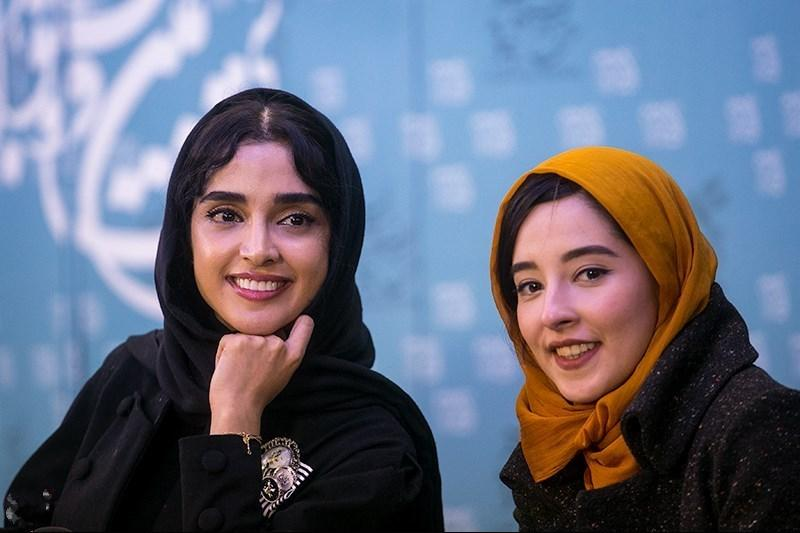
الهه حصاری (چپ) و به‌آفرید غفاریان (راست) در کنفرانس خبریِ فیلم سوفی و دیوانه

## فیلم‌شناسی

### سینما
| سال                     | نام فیلم        | کارگردان                | نقش                           |
| ----------------------- | --------------- | ----------------------- | ----------------------------- |
| ۱۴۰۲                    | هفتاد سی        | بهرام افشاری            | پروانه (خواهر پرویز)          |
| ۱۳۹۹                    | فسیل            | کریم امینی              | پری عمویی خواهر اسماعیل عمویی |
| ۱۳۹۸                    | راند چهارم      | علیرضا امینی            | مریم                          |
| ۱۳۹۷                    | بازدم           | آرش سنجابی              |                               |
| ۱۳۹۶                    | ترانه           | مهدی صاحبی              | ترانه                         |
| ۱۳۹۶                    | کروکودیل        | مسعود تکاور             | غزل                           |
| ۱۳۹۶                    | هایلایت         | اصغر نعیمی              | نوشین                         |
| ۱۳۹۵                    | سوفی و دیوانه   | مهدی کرم پور            | زیبا                          |
| ۱۳۹۵                    | دویدن با شب     | محسن ربیعی              |                               |
| ۱۳۹۲                    | داره صبح می‌شه   | یلدا جبلی               | گلی                           |
| ۱۳۹۲                    | پی ۲۲           | حسین قاسمی جامی         | دختر هادی                     |
| ۱۳۹۲                    | نقش نگار        | علی عطشانی              | نیلوفر                        |
| ۱۳۹۲                    | نگران نباش سارا | علیرضا امینی            | الهه                          |
| ۱۳۹۱                    | قاعده تصادف     | بهنام بهزادی            | لادن (از اعضای گروه تئاتر)    |
| ۱۳۹۰                    | بی‌تابی بیتا     | مهرداد فرید             | بیتا                          |
| ۱۳۸۹                    |                 |                         |                               |
| زن‌ها شگفت انگیزند       | مهرداد فرید     | شراره                   |                               |
| انتهای خیابان هشتم      | علیرضا امینی    | دختری در بیمارستان کلیه |                               |
| زنان ونوسی، مردان مریخی | کاظم راست گفتار | خواهر سیمین             |                               |
| ۱۳۸۸                    | عروسک           | ابراهیم وحیدزاده        | گندم                          |
| ۱۳۸۷                    | نطفه شوم        | کریم آتشی               | مشتری آرایشگاه                |
| ۱۳۸۷                    | تاکسی نارنجی    | ابراهیم وحیدزاده        |                               |

### نمایش خانگی
| سال  | نام مجموعه      | کارگردان         | نقش        |
| ---- | --------------- | ---------------- | ---------- |
| ۱۴۰۳ | زخم کاری:مجازات | محمدحسین مهدویان | کیمیا      |
| ۱۴۰۳ | زخم کاری:انتقام | محمدحسین مهدویان | کیمیا      |
| ۱۴۰۲ | زخم کاری:بازگشت | محمدحسین مهدویان | کیمیا      |
| ۱۴۰۰ | زخم کاری        | محمدحسین مهدویان | کیمیا      |
| ۱۳۹۷ | ممنوعه          | امیر پورکیان     | برکه کریمی |
| ۱۳۹۱ | قلب یخی ۳       | سامان مقدم       | لاله       |

### تلویزیون
| سال  | نام مجموعه      | کارگردان        | نقش        | توضیحات |
| ---- | --------------- | --------------- | ---------- | ------- |
| ۱۳۹۵ | هشت و نیم دقیقه | شهرام شاه حسینی | یلدا مهاجر | شبکه دو |

### تئاتر
| سال  | نام نمایش                      | کارگردان    |
| ---- | ------------------------------ | ----------- |
| ۱۳۹۵ | زمزمه‌های پشت در شهروند درجه دو | پیروز کریمی |

## جوایز و نامزدی‌ها
| سال  | جشنواره                        | دسته                            | اثر             | نتیجه    |
| ---- | ------------------------------ | ------------------------------- | --------------- | -------- |
| ۱۳۹۲ | جشنواره فیلم اوراسیا           | جایزهٔ بهترین بازیگر نقش اول زن  | نگران نباش سارا | برنده    |
| ۱۳۹۶ | هفدهمین جشن حافظ               | بهترین بازیگر زن درام تلویزیونی | هشت و نیم دقیقه | نامزدشده |
| ۱۳۹۸ | نوزدهمین جشن حافظ              | بهترین بازیگر زن درام تلویزیونی | سریال ممنوعه    | نامزدشده |
| ۱۴۰۰ | جشنواره فیلم‌های خانوادگی روسیه | بهترین بازیگر نقش اول زن        | فیلم راند چهارم | برنده    |